# Henri Crenier
Pour les articles homonymes, voir Crenier.
Ne doit pas être confondu avec Camille Crenier.
Henri Léon Crenier, né le 17 décembre 1873 dans le 20e arrondissement de Paris et mort le 1er octobre 1948 à New York, est un sculpteur américain d'origine française.

## Biographie
Élève d'Alexandre Falguière, il émigre aux États-Unis en 1902 et se fait naturaliser américain en 1911.
Il obtient une mention honorable au Salon des artistes français de 1927 et y propose en 1929 un projet de fontaine.